# مادلين بيري
مادلين بيري (بالإنجليزية: Madeline Perry)‏ هي لاعبة الاسكواش أيرلندية، ولدت في 11 فبراير 1977 في Banbridge ‏ في المملكة المتحدة.

## وصلات خارجية
- مادلين بيري على موقع SquashInfo.com (الإنجليزية)
- مادلين بيري على موقع اتحاد ألعاب الكومنولث (مؤرشف) (الإنجليزية)
- مادلين بيري على موقع دورة ألعاب الكومنولث 2006 (مؤرشف) (الإنجليزية)